# Armênia nos Jogos Olímpicos de Verão da Juventude de 2010
A Armênia participou dos Jogos Olímpicos de Verão da Juventude de 2010 em Singapura. Sua delegação foi formada por 14 altetas que competiram em 10 esportes. O país conquistou um total de quatro medalhas nestes I Jogos da Juventude.

## Medalhistas
| Medalha | Nome               | Esporte        | Evento                    | Data         |
| ------- | ------------------ | -------------- | ------------------------- | ------------ |
| Prata   | Gor Minasyan       | Halterofilismo | Mais de 85 kg masculino   | 19 de agosto |
| Bronze  | Smbat Margaryan    | Halterofilismo | Até 56 kg masculino       | 15 de agosto |
| Bronze  | Artak Hovhannisyan | Luta           | Livre até 46 kg masculino | 17 de agosto |
| Bronze  | Davit Ghazaryan    | Judô           | Até 66 kg masculino       | 21 de agosto |

## Atletismo
| Evento         | Atleta            | Qualificação | Qualificação | Final     | Final        |
| Evento         | Atleta            | Resultado    | Posição      | Resultado | Posição      |
| -------------- | ----------------- | ------------ | ------------ | --------- | ------------ |
| 100 m feminino | Diana Khubeseryan | 13.03        | 20º (5º q2)  | 12.95     | 4º (Final C) |

## Boxe
| Evento                | Atleta           | Preliminares            | Disputa do 5º lugar        | Pos. final |
| --------------------- | ---------------- | ----------------------- | -------------------------- | ---------- |
| Peso leve (até 60 kg) | Hrayr Matevosyan | IND Krishan Vikas D 2-7 | GER Thomas Vahrenholt V WO | 5º         |

## Canoagem
| Evento                  | Atleta        | Tomada de tempo | Tomada de tempo | 1ª rodada                              | Repescagem                           | Oitavas-de-final                           | Quartas-de-final   | Semi-finais        | Final              | Pos. final |
| Evento                  | Atleta        | Resultado       | Pos.            | Oponente Resultado                     | Oponente Resultado                   | Oponente Resultado                         | Oponente Resultado | Oponente Resultado | Oponente Resultado | Pos. final |
| ----------------------- | ------------- | --------------- | --------------- | -------------------------------------- | ------------------------------------ | ------------------------------------------ | ------------------ | ------------------ | ------------------ | ---------- |
| Velocidade C1 masculino | Edgar Babayan | 2:23.02         | 13º             | UKR Anatolii Melnyk D 2:22.00 (bat. 3) | CHN Wang Xiaodong D 2:22.45 (rep. 3) | BRA Isaquias dos Santos D 2:22.29 (bat. 1) | Não avançou        | Não avançou        | Não avançou        | --         |
| Slalom C1 masculino     | Edgar Babayan | 1:58.88         | 8º              | AZE Radoslav Kutsev D 2:06.43 (bat. 7) | ROU Andrei Liferi D 2:06.94 (rep. 3) | GER Dennis Soeter D 2:08.22 (bat. 2)       | Não avançou        | Não avançou        | Não avançou        | --         |

## Desportos aquáticos

### Natação
| Evento                | Atleta            | Qualificação | Qualificação | Semifinais  | Semifinais  | Final       | Final       |
| Evento                | Atleta            | Resultado    | Posição      | Resultado   | Posição     | Resultado   | Posição     |
| --------------------- | ----------------- | ------------ | ------------ | ----------- | ----------- | ----------- | ----------- |
| 50 m costas feminino  | Anahit Barseghyan | 32.79        | 17º (6º q2)  | Não avançou | Não avançou | Não avançou | Não avançou |
| 50 m livre masculino  | Sergey Pevnev     | 25.83        | 32º (6º q4)  | Não avançou | Não avançou | Não avançou | Não avançou |
| 100 m livre masculino | Sergey Pevnev     | 56.97        | 45º (5º q2)  | Não avançou | Não avançou | Não avançou | Não avançou |

### Saltos ornamentais
| Evento                             | Atleta         | Elims. | Elims. | Final       | Final       |
| Evento                             | Atleta         | Pontos | Pos.   | Pontos      | Pos. final  |
| ---------------------------------- | -------------- | ------ | ------ | ----------- | ----------- |
| Trampolim 3 m individual masculino | Gevorg Papoyan | 385.25 | 13º    | Não avançou | Não avançou |

## Ginástica artística
| Evento                     | Atleta          | Qualificação | Qualificação | Final por aparelhos | Final por aparelhos | Final individual geral | Final individual geral | Final individual geral | Final individual geral | Final individual geral | Final individual geral | Final individual geral | Final individual geral |
| Evento                     | Atleta          | Result.      | Pos.         | Result.             | Pos.                | Solo                   | Salto                  | Cavalo com alças       | Argolas                | Barras paralelas       | Barra fixa             | Total                  | Pos.                   |
| -------------------------- | --------------- | ------------ | ------------ | ------------------- | ------------------- | ---------------------- | ---------------------- | ---------------------- | ---------------------- | ---------------------- | ---------------------- | ---------------------- | ---------------------- |
| Solo masculino             | Vahan Vardanyan | 13.600       | 19º          | Não avançou         | Não avançou         |                        |                        |                        |                        |                        |                        |                        |                        |
| Cavalo com alças masculino | Vahan Vardanyan | 13.500       | 11º          | Não avançou         | Não avançou         |                        |                        |                        |                        |                        |                        |                        |                        |
| Argolas masculino          | Vahan Vardanyan | 13.900       | 9º           | Não avançou         | Não avançou         |                        |                        |                        |                        |                        |                        |                        |                        |
| Salto masculino            | Vahan Vardanyan | 14.950       | 22º          | Não avançou         | Não avançou         |                        |                        |                        |                        |                        |                        |                        |                        |
| Barras paralelas masculino | Vahan Vardanyan | 13.150       | 20º          | Não avançou         | Não avançou         |                        |                        |                        |                        |                        |                        |                        |                        |
| Barra fixa masculino       | Vahan Vardanyan | 13.450       | 14º          | Não avançou         | Não avançou         |                        |                        |                        |                        |                        |                        |                        |                        |
| Individual geral masculino | Vahan Vardanyan | 82.550       | 10º          |                     |                     | 13.700                 | 13.250                 | 14.000                 | 14.850                 | 13.100                 | 13.250                 | 82.150                 | 8º                     |

## Halterofilismo
| Evento                  | Atleta          | Peso corporal (kg) | Arranque (kg) | Arranque (kg) | Arranque (kg) | Arranque (kg) | Arremesso (kg) | Arremesso (kg) | Arremesso (kg) | Arremesso (kg) | Total (kg) | Pos. final        |
| Evento                  | Atleta          | Peso corporal (kg) | 1             | 2             | 3             | Res.          | 1              | 2              | 3              | Res.           | Total (kg) | Pos. final        |
| ----------------------- | --------------- | ------------------ | ------------- | ------------- | ------------- | ------------- | -------------- | -------------- | -------------- | -------------- | ---------- | ----------------- |
| Mais de 85 kg masculino | Gor Minasyan    | 123,02             | 155           | 155           | 160           | 160           | 190            | 190            | 195            | 190            | 350        | Medalha de prata  |
| Até 56 kg masculino     | Smbat Margaryan | 55,95              | 105           | 105           | 108           | 108           | 135            | 149            | 149            | 135            | 243        | Medalha de bronze |

## Judô
| Evento              | Atleta          | 1ª rodada                     | 2ª rodada              | 3ª rodada                         | Semifinais                          | Disputa pelo bronze B      | Pos. final |
| ------------------- | --------------- | ----------------------------- | ---------------------- | --------------------------------- | ----------------------------------- | -------------------------- | ---------- |
| Até 66 kg masculino | Davit Ghazaryan | SMR Paolo Persoglia V 110-000 | DEN Phuc Cai V 021-011 | LTU Kestutis Vitkauskas V 001-000 | USA Maxamillian Schneider D 000-101 | GEO Beka Tugushi V 002-001 | [ 4 ]      |

| Evento         | Atleta                                               | 1ª rodada    | 2ª rodada              | Semifinais  | Final       | Pos. final |
| -------------- | ---------------------------------------------------- | ------------ | ---------------------- | ----------- | ----------- | ---------- |
| Equipes mistas | Davit Ghazaryan (como integrante da equipe Hamilton) | Sem oponente | ZZX Equipe Cairo D 4-4 | Não avançou | Não avançou | 5º         |

## Lutas
| Evento                    | Atleta             | Preliminares                 | Preliminares       | Preliminares                 | Preliminares | Disputa pelo bronze    | Pos. final |
| Evento                    | Atleta             | 1ª rodada                    | 2ª rodada          | 3ª rodada                    | Pos.         | Oponente Resultado     | Pos. final |
| Evento                    | Atleta             | Oponente Resultado           | Oponente Resultado | Oponente Resultado           | Pos.         | Oponente Resultado     | Pos. final |
| ------------------------- | ------------------ | ---------------------------- | ------------------ | ---------------------------- | ------------ | ---------------------- | ---------- |
| Livre até 46 kg masculino | Artak Hovhannisyan | EGY Mohamed Abdelnaeem V 3-0 | Folga              | RUS Aldar Balzhinimaev D 1-3 | 2º           | VEN Andri Dávila V 3-1 | [ 5 ]      |

| Evento                           | Atleta          | Preliminares              | Preliminares             | Preliminares             | Preliminares | Disputa pelo 5º lugar   | Pos. final |
| Evento                           | Atleta          | 1ª rodada                 | 2ª rodada                | 3ª rodada                | Pos.         | Oponente Resultado      | Pos. final |
| Evento                           | Atleta          | Oponente Resultado        | Oponente Resultado       | Oponente Resultado       | Pos.         | Oponente Resultado      | Pos. final |
| -------------------------------- | --------------- | ------------------------- | ------------------------ | ------------------------ | ------------ | ----------------------- | ---------- |
| Greco-romana até 85 kg masculino | Varos Petrosyan | RUS Ruslan Adzhigov D 1-3 | KOR Juhnyeong Choi V 4-0 | UZB Ruslan Kamilov D 0-3 | 3º           | IRQ Adil Al-Abedi V 3-1 | 6º         |

## Tiro
| Evento                       | Atleta          | Qualificação | Qualificação | Qualificação | Qualificação | Qualificação | Qualificação | Qualificação | Qualificação | Final       | Final       | Final       | Final       | Final       | Final       | Final       | Final       | Final       | Final       | Final       | Final       | Final       |
| Evento                       | Atleta          | 1            | 2            | 3            | 4            | 5            | 6            | Total        | Pos.         | 1           | 2           | 3           | 4           | 5           | 6           | 7           | 8           | 9           | 10          | Total final | Total       | Pos. final  |
| ---------------------------- | --------------- | ------------ | ------------ | ------------ | ------------ | ------------ | ------------ | ------------ | ------------ | ----------- | ----------- | ----------- | ----------- | ----------- | ----------- | ----------- | ----------- | ----------- | ----------- | ----------- | ----------- | ----------- |
| Pistola de ar 10 m masculino | Romik Vardumyan | 96           | 91           | 94           | 92           | 94           | 96           | 563          | 10º          | Não avançou | Não avançou | Não avançou | Não avançou | Não avançou | Não avançou | Não avançou | Não avançou | Não avançou | Não avançou | Não avançou | Não avançou | Não avançou |

## Tiro com arco
| Evento               | Atleta                                | Qualificatória | Qualificatória | 1ª rodada                             | Oitavas-de-final                               | Quartas-de-final   | Semi-finais        | Final              | Pos. final |
| Evento               | Atleta                                | Resultado      | Pos.           | Oponente Resultado                    | Oponente Resultado                             | Oponente Resultado | Oponente Resultado | Oponente Resultado | Pos. final |
| -------------------- | ------------------------------------- | -------------- | -------------- | ------------------------------------- | ---------------------------------------------- | ------------------ | ------------------ | ------------------ | ---------- |
| Individual masculino | Vasil Shahnazaryan                    | 613            | 16º            | ESP Carlos Rivas D 1-7                | Não avançou                                    | Não avançou        | Não avançou        | Não avançou        | --         |
| Equipes mistas       | Vasil Shahnazaryan e NED Maud Custers |                |                | USA Miranda Leek/ IND Atanu Das V 6-4 | GRE Zoi Paraskevopoulou/ SLO Gregor Rajh D 4-6 | Não avançaram      | Não avançaram      | Não avançaram      | --         |